# Kaos (periodico)
Kaos (poi Power Kaos) è stata una rivista di giochi e fumetti pubblicata da Granata Press a partire dal 1991 e, dal 1993, dalla Nexus Editrice

## Storia

### Gli inizi (n. 1 - 9)
La rivista uscì nell'ottobre 1991 dotata di 68 pagine (di cui 30 a colori), e conteneva un fumetto fantasy a puntate (le Leggende delle Contrade Dimenticate inframmezzati poi nei numeri seguenti ad altri fumetti tra cui Cronache della Luna nera, La Spada di Cristallo), un dossier approfondito su Dungeons & Dragons, diversi articoli tecnici sul gioco di ruolo nonché scenari, recensioni e altro ancora.
La prima redazione era costituita da Roberto Di Meglio, Marcello Missiroli, Simone Peruzzi, con il coordinamento di Luca Oleastri. Il direttore era Luigi Bernardi, fondatore della Granata Press e la direzione artistica era di Roberto Ghiddi, che rese la rivista anche un trampolino di lancio per diversi giovani talenti dell'illustrazione fantasy, che in seguito si sono affermati con fama internazionale, come Paolo Parente e Maurizio Ercole.
La tiratura iniziale fu di 20 000 copie (con vendite intorno alle 12 000 copie), e discese gradualmente nei primi anni fino ad attestarsi intorno alle 7 000 copie.
Dopo un periodo di uscite con periodicità irregolare, nel 1993 la Granata Press cedette la rivista alla Nexus Editrice, società formata dai redattori di Kaos insieme alla Granata Press stessa.

### La rivista specializzata (n. 10 - 75)
Nel periodo successivo, Kaos assunse la sua forma più stabile, che durò diversi anni. Abbandonato progressivamente il legame con il fumetto, Kaos rimase per molto tempo il punto di riferimento italiano del settore. In seguito, il calo di interesse del mercato italiano per il gioco di ruolo dovuto anche all'arrivo dei giochi di carte collezionabili portò ad un primo mutamento editoriale.
A partire dal n. 60 (gennaio 1999) la rivista assunse la denominazione di Power Kaos (e perfino una nuova numerazione, abbandonata però qualche numero dopo), con il proposito di interessarsi principalmente di videogiochi, quindi anche ai giochi di società di tipo più classico inglobando GiocAreA, un'altra pubblicazione Nexus. Dopo un breve tentativo di rilancio nella diffusione in edicola, la distribuzione fu limitata ai soli negozi specializzati, riducendo così drasticamente la tiratura.
A partire dal n. 68, alla rivista fu allegato a numeri alterni il CD Entropia, una rivista multimediale dedicata a tutti i temi dell'universo ludico e fantastico, curata dai membri del collettivo ludo-letterario Paolo Agaraff. Uscirono in totale quattro numeri di Entropia che, tra l'altro, inclusero un'ampia campagna per Il Richiamo di Cthulhu, Chtulhucaust, curata dai membri del collettivo Agaraff.
Kaos cessò infine le pubblicazioni in forma cartacea con il n. 75 nel novembre 2002, trasformandosi in una rivista online.

### La rivista online
KaosOnLine è stato sino all'ottobre 2011 un attivo sito internet dedicato al mondo del gioco, aggiornato settimanalmente con articoli che spaziano dal gioco di ruolo, al gioco da tavolo, al fantastico in generale. Con oltre 1000 utenti collegati ogni giorno, ha rappresentato a lungo un importante veicolo di divulgazione, che ha continuato l'esperienza maturata dalla Nexus Editrice negli anni di pubblicazione della versione stampata di Kaos.
Dal 2010 al 2011, "KaosOnline" è stata curata dalla redazione già responsabile del sito di fandom ludico "Il Quinto  Clone".

## Elenco uscite
L'elenco delle uscite non è completo, ma i numeri elencati sono accertati. Alcuni numeri sono usciti con la data che riporta due mesi (ad esempio "novembre-dicembre"), mentre i numeri con la data "estate" sono stati associati ai mesi estivi più vicini (talvolta luglio-agosto, talvolta agosto-settembre). La rivista non è uscita in alcuni mesi che sono stati contrassegnati con un trattino "-".
|      | Gen | Feb | Mar | Apr | Mag | Giu | Lug | Ago | Set | Ott | Nov | Dic |
| ---- | --- | --- | --- | --- | --- | --- | --- | --- | --- | --- | --- | --- |
| 1991 |     |     |     |     |     |     |     |     |     | 1   | 2   | -   |
| 1992 | 3   | 4   | 5   | 6   | -   | -   | 7   | 7   | -   | -   | -   | 8   |
| 1993 | -   | -   | -   | -   | 9   | 10  | 11  | 11  | 12  | 13  | 14  | 14  |
| 1994 | 15  | 16  | 17  | 18  | 19  | 19  | 20  | 21  | 21  | 22  | 23  | 24  |
| 1995 | -   | 25  | 26  | 27  | -   | 28  |     |     |     |     |     |     |
| 1996 |     |     | 34  | 35  |     |     |     |     |     |     |     |     |
| 1997 |     |     |     |     |     |     |     |     |     |     |     | 51  |
| 1998 |     |     |     |     |     |     |     |     |     |     |     |     |
| 1999 | 60  |     |     |     |     |     |     |     |     |     |     |     |
| 2000 |     |     |     |     |     |     |     |     |     |     |     |     |
| 2001 |     |     |     |     |     |     |     |     |     |     |     |     |
| 2002 |     |     |     |     |     |     |     |     |     |     | 75  |     |